# أمريتا موكرجي
أمريتا موكرجي (بالإنجليزية: Amrita Mukherjee)‏ هي ممثلة هندية، ولدت في 2006 في البنغال الغربية في الهند.